# Luis Fernando Múnera
Luis Fernando Múnera Gutiérrez (Bello, Antioquia; 5 de abril de 1949 - Bogotá; 9 de febrero de 2023) fue un actor y locutor deportivo colombiano.

## Filmografía

### Televisión
- Los conquistadores (1981)
- El Bogotazo (1984)
- La cautiva (1984)
- Camino cerrado (1985)
- Los dueños del poder (1986)
- Las muertes ajenas (1987)
- Mi sangre aunque plebeya (1988)
- Los pecados de Inés de Hinojosa (1988) — Fernando de Hinojosa
- Don Camilo (serie de televisión) (1988) — Voz de Jesucristo
- Al final del arco iris (1988-1989)
- Te voy a enseñar a querer (1990) - Félix Valenzuela
- Calamar (1990)
- Gitana (1990-1991)
- La otra raya del tigre (1993) — Adolfo de la Parra y Puyana
- Mambo (1994)
- Oro (1996)
- Hombres de honor (1996)
- Cartas a Harrison (1996) — Afranio Mendoza
- La mujer del presidente (1997) — Bernardo de Vengoechea
- La reina de Queens (2000) — René Santacoloma
- Pedro el escamoso (2001) — Juan Pacheco
- La costeña y el cachaco (2003) — Doctor Juan Carlos Uribe
- Pandillas, guerra y paz (2004)
- La saga, negocio de familia (2004) — Federico Muñoz
- Mesa para tres (2004) - Justo Gamarra
- Las profesionales, a su servicio (2006-2007) — Gregorio Sánchez
- Pocholo (2007)
- Los protegidos (2008) — Rogelio Puerta
- Aquí no hay quien viva (2008) — Doctor de la Espriella (Ep Érase unas bombonas)
- Gabriela, giros del destino (2010) — Efraín Córdoba
- Doña Bella (2010) — Fernando Cepeda
- Los caballeros las prefieren brutas (2010) — Robies
- Operación Jaque (2010) — General Santiago
- La Pola (2010-2011)
- El laberinto (2012) — Bernardo de Vengoechea
- Rafael Orozco, el ídolo (2012) — Gallo López
- Escobar, el patrón del mal (2012) - Coronel Pedregal
- La selección (2013)
- Tres Caínes (2013) — Jesús Castaño
- La viuda negra 2 (2016)
- La ley del corazón (2016-2017)
- La Nocturna (2017) — Rector Manuel
- Sobreviviendo a Escobar, alias JJ (2017)
- El chapo (2017) — Presidente Del Partido
- Garzon (2018)
- Siempre seras amado (2019)
- Más allá del tiempo (2019) — Marco Fidel Suárez
- Antes del fuego (2020) — Don Genaro

### Cine
- La estrategia del caracol (1993) — Gustavo Calle Isaza
- Águilas no cazan moscas (1995) — Gustavo Calle
- Ilona llega con la lluvia (1996) — Abulafla
- Golpe de estadio (1998) — Gustavo Calle
- La pena máxima (2001) — Don Vicente Sanabria
- Perder es cuestión de método (2004) — Gustavo Calle Isaza
- Colombianos, un acto de fe (2004)
- El trato (2005) — Pablo Velásquez
- Soñar no cuesta nada (2006) — Tendero
- Karmma: el peso de tus actos (2006) — Ricardo Velásquez
- Paraíso travel (2008) — Don Pastor
- El paseo (2010) — Dr. Benítez